# 克劳迪娅·亨佩尔
克劳迪娅·亨佩尔（德語：Claudia Hempel，1958年9月25日—），德国女子游泳运动员。她曾代表东德参加1976年夏季奥林匹克运动会游泳比赛，获得女子4×100米自由泳接力银牌。